# 王杰 (1989年)
王杰（1989年1月14日—），男，江苏南通人，中国足球运动员，可出任中后卫和后腰，现效力于中国足球超级联赛南通支云足球俱乐部。

## 职业生涯

### 江苏舜天
王杰出自江蘇舜天足球俱樂部梯队。2009年，他曾代表江苏队参加第十一届全运会U20男足比赛。2010年，他首次进入一队，报名参加中超联赛。然而，王杰在江苏舜天一直没有得到出场机会。

### 深圳风鹏
2013年夏季转会期，王杰转会加盟中国足球乙级联赛球队深圳风鹏。这个赛季，深圳风鹏再一次夺得中乙联赛季军，无缘升级。赛季后，俱乐部因找不到投资方，宣告解散，王杰和队友们都成为了自由球员。

### 天津松江/天津权健/天津天海
2014年1月，天津松江赴海埂冬训期间相中了王杰，与他签约三年。5月4日，天津松江主场2比1战胜延边长白山，王杰第二次为球队首发出场，并打入自己的首粒联赛入球。加盟天津松江后，王杰渐渐成为球队主力后腰。2015年12月31日，天津权健宣布与王杰续约。2016年，王杰作为主力球员，帮助球队升入中超联赛。2017年，由于球队引进新援，王杰的上场机会减少。2018年，主教练保罗·索萨改用三后卫战术，王杰渐渐成为主力中后卫。4月9日天津权健客场1比0战胜贵州恒丰的中超联赛，王杰打入取胜的关键一球，这是他首次在中超联赛中进球。5月16日的亚冠联赛中，王杰再次打入关键进球，帮助球队淘汰广州恒大淘宝，队史首次打入亚冠八强。

### 长春亚泰
2020年初，天津天海足球俱乐部解散，王杰加盟中甲球队长春亚泰。

### 南通支云
2022年4月，王杰加盟中甲球队南通支云。2023年，随队升入中超。